# Варна (Италия)
Вижте пояснителната страница за други значения на Варна.
Ва̀рна (на италиански: Varna; на немски: Vahrn, Фарн) е малко градче и община в Северна Италия, автономна провинция Южен Тирол, автономен регион Трентино-Южен Тирол. Разположено е на 671 m надморска височина. Населението на общината е 4236 души (към 2010 г.).

## Език
Официални общински езици са и италианският и немският. Най-голямата част от населението говори немски. В общината се говори и други романски език, ладинският.
| %     | Роден език      |
| 11,18 | Италиански език |
| 87,80 | Немски език     |
| 1,02  | Ладински език   |